# Tribur (Feuchtwangen)
Tribur ist ein Gemeindeteil der Stadt Feuchtwangen im Landkreis Ansbach (Mittelfranken, Bayern). Tribur liegt in der Gemarkung Mosbach.

## Geografie

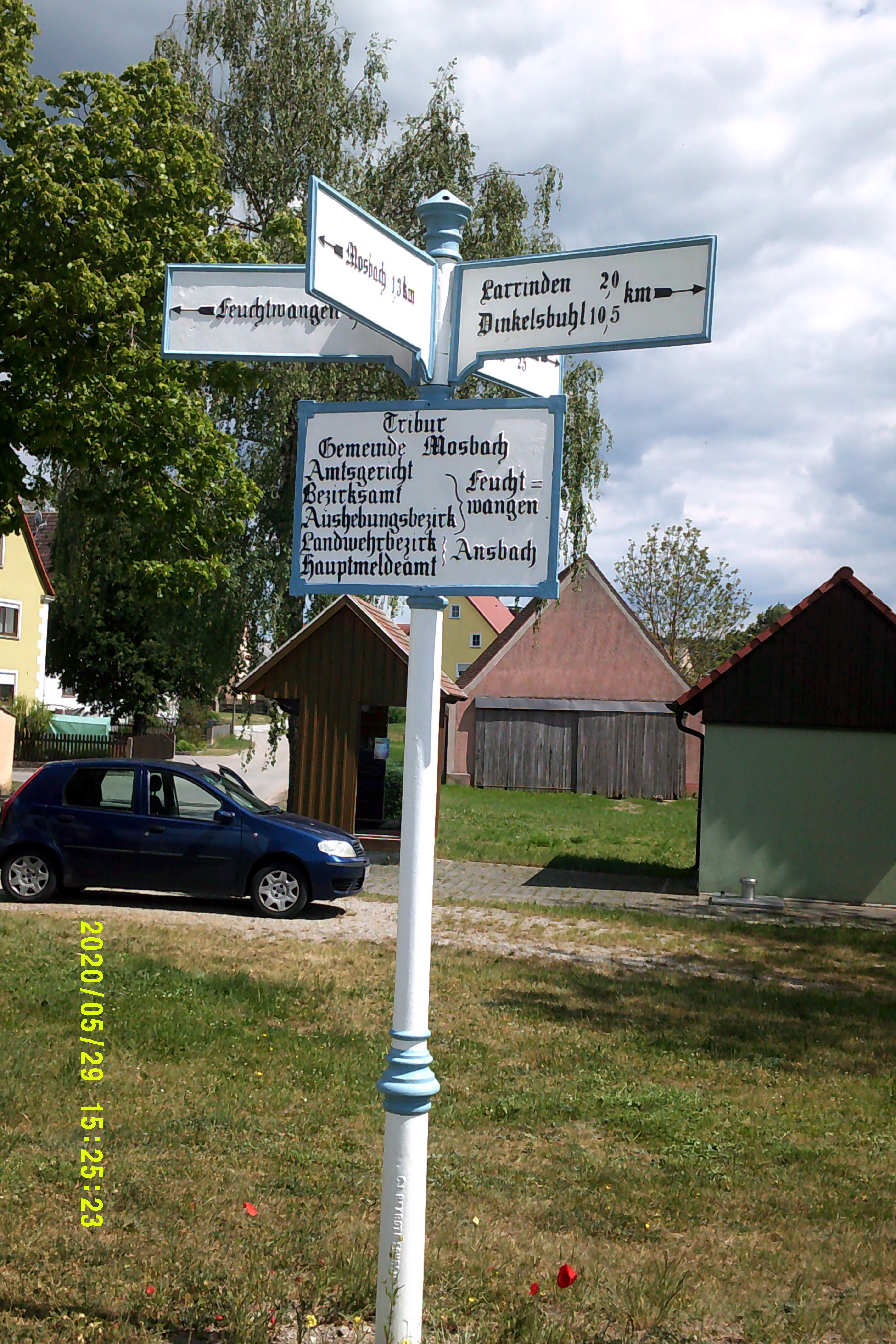
Wegweiser in Tribur

Das Dorf liegt am linken Ufer der Wörnitz in einem breiten Becken, das aus Ackerland und Grünland besteht. Im Westen jenseits der Wörnitz wird es Aubfeld und im Südwesten Erlfeld genannt. 0,25 km nördlich des Ortes mündet der Triburbach als linker Zufluss der Wörnitz. Dieser entspringt 1,25 km weiter nordöstlich am Weinberg (510 m ü. NHN). 0,5 km befindet sich die bewaldete Anhöhe Weidenbusch.
Die Kreisstraße AN 5 führt nach Larrieden (1,7 km südlich) bzw. nach Mosbach (2 km westlich). Eine Gemeindeverbindungsstraße führt zu einer Gemeindeverbindungsstraße (1,6 km nordöstlich), die nach Mosbach (1,2 km nördlich) bzw. nach Feuchtwangen zur Bundesstraße 25 verläuft (2,3 km nordöstlich).

## Geschichte
Tribur lag im Fraischbezirk des ansbachischen Oberamtes Feuchtwangen. Im Jahr 1732 bestand der Ort aus zwölf Anwesen (darunter eine Mühle und ein Hof) und einem Gemeindehirtenhaus. Die Dorf- und Gemeindeherrschaft und die Grundherrschaft über alle Anwesen hatte die Reichsstadt Dinkelsbühl. An diesen Verhältnissen änderte sich bis zum Ende des Alten Reiches nichts. Von 1797 bis 1808 unterstand der Ort dem Justiz- und Kammeramt Feuchtwangen.
Mit dem Gemeindeedikt (frühes 19. Jahrhundert) wurde Tribur dem Steuerdistrikt und der Ruralgemeinde Mosbach zugeordnet. Am 1. Januar 1972 wurde Tribur im Zuge der Gebietsreform in Bayern nach Feuchtwangen eingemeindet.

### Baudenkmäler
- Haus Nr. 12: ehemalige Mühle, zweigeschossiger Satteldachbau mit verputztem Fachwerkobergeschoss, 17./18. Jahrhundert[9]
- Haus Nr. 13: verputztes Wohnstallhaus mit Satteldach und drei zu vier Achsen; Inschrifttafel im Giebel: „Johann Georg Kropsheußer 1783“[10]

### Einwohnerentwicklung
| Jahr      | 001818 | 001840 | 001861 | 001871 | 001885 | 001900 | 001925 | 001950 | 001961 | 001970 | 001987 |
| Einwohner | 86     | 92     | 110    | 85     | 83     | 69     | 83     | 106    | 67     | 59     | 51     |
| Häuser    | 14     | 15     |        |        | 16     | 16     | 14     | 13     | 13     |        | 13     |
| Quelle    | [ 12 ] | [ 13 ] | [ 14 ] | [ 15 ] | [ 16 ] | [ 17 ] | [ 18 ] | [ 19 ] | [ 20 ] | [ 21 ] | [ 1 ]  |

## Religion
Der Ort ist seit der Reformation evangelisch-lutherisch geprägt und bis heute nach St. Michael (Mosbach) gepfarrt. Die Einwohner römisch-katholischer Konfession sind nach St. Ulrich und Afra (Feuchtwangen) gepfarrt.